# Президентские выборы в Сальвадоре (1927)
Президентские выборы в Сальвадоре проходили 9 января 1927 года. Единственным кандидатом был Пио Ромеро Боске, который был избран президентом.

## Результаты
| Кандидат                           | Партия                              | Голоса  | %   |
| ---------------------------------- | ----------------------------------- | ------- | --- |
| Пио Ромеро Боске                   | Национальная демократическая партия | 192 860 | 100 |
| Недействительных/пустых бюллетеней |                                     |         |     |
| Всего                              | Всего                               | 192 860 | 100 |
| Источник: La Vanguardia            |                                     |         |     |